# Спирс, Бритни
Бри́тни Джин Спирс (англ. Britney Jean Spears; род. 2 декабря 1981 года, Мак-Ком, Миссисипи, США) — американская поп-певица, актриса, танцовщица, автор песен, обладательница премии «Грэмми» в категории «Лучшая танцевальная запись».
Её дебютный альбом …Baby One More Time сделал её всемирно популярной, а одноимённый сингл возглавил чарт Billboard Hot 100. Первый альбом Бритни содержал пять успешных хитов. Успешный дебют певицы в музыке породил большой общественный резонанс: так, The Daily Yomiuri назвала её «самым одарённым несовершеннолетним поп-идолом последних лет», а по мнению Rolling Stone, «Бритни Спирс — классический стереотип подростковой королевы рок-н-ролла, ангельский ребёнок, который просто должен быть на сцене». Вторая пластинка Спирс Oops!… I Did It Again вышла весной 2000 года и только закрепила её статус поп-звезды. Её третий альбом Britney вышел осенью 2001 года, а следующий — In the Zone — осенью 2003 года. За сингл «Toxic» Спирс получила свою первую статуэтку «Грэмми». Сборник хитов Greatest Hits: My Prerogative был выпущен осенью 2004 года, за ним последовал сборник ремиксов B in the Mix: The Remixes. После перерыва в карьере в октябре 2007 года вышел альбом Blackout, его первый сингл «Gimme More» стал всемирным хитом. За песню «Piece of Me» она получила три награды: за лучшую поп-песню, лучшее женское видео и видео 2007 года. В декабре 2008 года вышел новый альбом Спирс — Circus, а первый сингл «Womanizer» снова возглавил Billboard Hot 100. Далее «3» — первый сингл со сборника синглов The Singles Collection. Этот сингл дебютировал с 1-го места в чарте Billboard Hot 100 даже без промоакций: видеоклипа и выступлений. После одного года молчания Бритни выпускает сингл «Hold It Against Me», который становится вторым подряд синглом, дебютировавшим на первом месте Hot 100 с продажами 411 тысяч копий за первую неделю. Седьмой альбом певицы Femme Fatale подарил миру 3 сингла в десятке лучших синглов чарта Billboard Hot 100. Восьмая пластинка Britney Jean, выпущенная в 2013-м, достигла четвёртой строчки в Billboard 200 с продажами 107 тысяч копий в первую неделю.
Согласно данным компании Американской ассоциации звукозаписывающих компаний, Бритни Спирс продала более 100 миллионов копий своих альбомов по всему миру, а вместе с проданными синглами — свыше 200 миллионов пластинок. Её дебютный альбом …Baby One More Time был продан тиражом 30 миллионов экземпляров, а второй — Oops!… I Did It Again — тиражом 26 миллионов копий, и дебютировал с первой строчки чартов продаж в первую неделю тиражом 1 319 193 копий в одних только Соединённых Штатах, что позволило Бритни попасть в книгу рекордов Гиннесса как рекордсменке продаж сингла за первую неделю в истории музыки. Уже после двух этих дисков Бритни Спирс признана самой продаваемой певицей последнего десятилетия в Америке. В списке самых богатых женщин мира, занятых в индустрии развлечений, по версии журнала Forbes певица заняла 12-е место.
Спирс проявила себя не только в музыке, но и в кино. Она исполнила главную роль в фильме «Перекрёстки», выпущенном в 2002 году, участвовала в различных телевизионных программах. Её слава помогла ей заключить несколько выгодных рекламных контрактов. В 2008 году на экраны вышел биографический фильм Фила Гриффина «Бритни Спирс. Жизнь за стеклом». В 2012 году Спирс стала судьёй второго сезона шоу The X Factor USA, заключив контракт на 15 миллионов долларов, а журнал Forbes назвал Бритни Спирс самой высокооплачиваемой певицей в Голливуде по итогам на май 2012 года. По итогам 2018 года Бритни Спирс заняла десятую позицию в рейтинге самых высокооплачиваемых певиц мира-2018, опубликованном журналом Forbes. Её доход за 2018 год составил 30 миллионов долларов.
Личная жизнь Спирс всегда вызывала интерес со стороны общественности. Широко обсуждался её брак с Кевином Федерлайном в 2004 году, последующий развод и судебный процесс за право опеки над детьми.

## Биография
Родилась 2 декабря 1981 года в городе Мак-Ком (штат Миссисипи). Мать Спирс — Линн Айрен Бриджес, бывшая учительница в начальной школе и тренер по аэробике, отец — Джеймс Парнелл Спирс, по профессии строитель и повар. Брат Спирс Брайан работает менеджером в интересах семьи, он женат на Грасьелле Ривера, их свадьба состоялась в самом начале 2009 года. Сестра Джейми Линн — актриса мини-сериалов (также в 2002 году снялась в фильме «Перекрёстки») и кантри-певица. Бабушка по материнской линии, Лиллиан Вулмор, родилась в Тоттенеме, и познакомилась с дедушкой Спирс, Барнеттом О’Филдом Бриджесом, в Англии в период Второй мировой войны. Бабушка и дедушка Спирс по отцовской линии — Джун Остин Спирс и Эмма Джин Форбс.
До 9 лет Спирс профессионально занималась художественной гимнастикой, принимала участие в региональных соревнованиях, а также пела в церковном хоре местной баптистской церкви. Девочка также участвовала в детских конкурсах красоты и песенных состязаниях.
В возрасте 8 лет Спирс прошла прослушивание для участия в шоу «Клуб Микки Мауса» на канале «Дисней» (Disney Channel). И хотя продюсеры решили, что Спирс слишком молода для участия в шоу, они представили её агенту в Нью-Йорке.
Следующие 3 года Бритни училась в актёрской школе Professional Performing Arts School в Нью-Йорке и участвовала в нескольких постановках, в том числе «Ruthless!» 1991 года. В 1992 году Спирс участвовала в конкурсе Star Search, но проиграла во втором туре.
В 1993 году Спирс вернулась на канал «Дисней» и в течение двух лет участвовала в шоу «Клуб Микки Мауса». Другие будущие знаменитости, начинавшие с этого шоу — Кристина Агилера, участники ’N Sync: Джастин Тимберлейк и Джейси Чейзес, звезда сериала «Счастье» Кери Расселл и актёр Райан Гослинг.
В 1994 году шоу закрыли, Бритни вернулась домой в Луизиану, где поступила в среднюю школу. Некоторое время она пела в девичьей группе Innosense, но вскоре, решив начать сольную карьеру, записала демодиск, который попал в руки продюсерам из Jive Records, и те заключили с ней контракт.
Далее последовал тур по стране, выступления в супермаркетах и работа на разогреве у групп ’N Sync и Backstreet Boys.

### 2004—2006: брак с Кевином Федерлайном
В июле 2004 года, спустя три месяца после знакомства, Спирс и Кевин Федерлайн объявили о помолвке. До этого Федерлайн встречался с актрисой Шар Джексон, которая к тому времени была на 8-м месяце беременности. Начальный этап отношений Спирс и Федерлайна был запечатлён в реалити-шоу Britney & Kevin: Chaotic, которое транслировалось с мая по июнь 2005 года на канале UPN. 18 сентября Спирс и Федерлайн поженились в доме друга в присутствии нескольких десятков гостей. Это произошло в лос-анджелесском районе Студио-Сити. Официально брак стал действительным 6 октября. После свадьбы Спирс объявила на веб-сайте о перерыве в карьере, а спустя 7 месяцев — о своей беременности. 14 сентября 2005 года в медицинском центре города Санта-Моника (Калифорния) Спирс родила сына Шона Престона Федерлайна.
Спустя несколько месяцев после родов начались разговоры о том, что Бритни снова беременна. Она объявила о своей второй беременности в мае 2006 года на шоу Дэвида Леттермана. Через месяц она также появилась на шоу Dateline и опровергла слухи о разводе. Также Спирс прокомментировала инцидент с вождением машины, когда она держала на коленях своего 5-месячного сына: «Я инстинктивно приняла меры к тому, чтобы скрыть моего ребёнка и себя саму, но папарацци продолжали нас преследовать и сделали снимки, которые затем были проданы». В августе 2006 года Спирс появилась обнажённой на обложке журнала Harper’s Bazaar. 12 сентября этого же года в Лос-Анджелесе на свет появился второй сын Спирс, Джейден Джеймс Федерлайн.
7 ноября 2006 года Спирс подала на развод, указав в иске в качестве причины развода «неразрешимые противоречия». В исковом заявлении Спирс не потребовала алиментов от Федерлайна, но пожелала, чтобы дети остались с ней, а их отцу было предоставлено право посещать их. На следующий день Кевин Федерлайн подал встречный иск в суд Лос-Анджелеса с просьбой опеки над двумя их общими детьми. Адвокат Федерлайна заявил, что развод застал его клиента врасплох. В марте 2007 года все спорные вопросы были улажены, и 30 июля Спирс и Федерлайн подписали соглашение о разводе.
В сентябре 2007 года суд объявил, что Спирс должна регулярно сдавать кровь на содержание наркотиков и алкоголя, а также обязал Спирс и Федерлайна посещать курсы для родителей «Воспитание без конфликтов». В ноябре 2007 года результаты одного из тестов на наркотики оказались положительными: в крови у певицы обнаружили амфетамины. При этом Бритни Спирс признавалась в употреблении наркотиков ещё в 2003 году.
Осенью 2007 года Спирс были предъявлены обвинения по двум инцидентам: оставление места ДТП и вождение автомобиля с недействительными в штате Калифорния правами. Спирс грозил тюремный срок. Позже все обвинения были с неё сняты. 1 октября 2007 года Федеральный суд Лос-Анджелеса передал право опеки над детьми Кевину Федерлайну.
3 января 2008 года Спирс была помещена в медицинский центр Cedars Sinai в Лос-Анджелесе после того, как отказалась добровольно передать детей бывшему мужу после истечения времени разрешённого судом посещения. К её дому были вызваны полицейские, которые пытались решить дело «мирно, в соответствии с постановлением суда». По словам офицера местной полиции, Спирс находилась под воздействием неизвестного вещества, однако анализы на наличие в её крови алкоголя и наркотиков оказались отрицательными. Её выписали из больницы два дня спустя.
На судебном слушании 14 января 2008 года мировой судья вынес постановление, согласно которому Спирс запрещается посещать своих детей, удовлетворив таким образом ходатайство адвоката Федерлайна Марка Каплана. Ожидалось, что на слушании Бритни даст показания, объясняющие её поведение 3 января, однако в зале суда она так и не появилась.
Ночью 31 января 2008 года Спирс была повторно госпитализирована, на этот раз её поместили в психиатрическое отделение медицинского центра UCLA. Она была признана временно недееспособной, решением суда Лос-Анджелеса её опекуном был назначен её отец, Джеймс Спирс.
31 июля 2008 года состоялось судебное заседание, на котором опекунство отца над Спирс было продлено до конца 2008 года, а на заседании 28 октября 2008 суд продлил опеку на неопределённый срок.

## Творчество

### 1999—2000:…Baby One More TimeиOops!… I Did It Again
Альбом …Baby One More Time вышел в январе 1999 года. Альбом дебютировал на первом месте рейтинга Billboard 200, 51 неделю продержался в верхней десятке и 60 недель среди двадцати наиболее популярных. Альбом стал 15-кратным платиновым и на сегодняшний день является самым успешным альбомом Бритни Спирс. Он подарил ей миллионы фанатов и огромную популярность во всём мире, что сделало её поп-феноменом. Пять песен из альбома были выпущены синглами: «…Baby One More Time», «Sometimes», «(You Drive Me) Crazy», «Born to Make You Happy» и «From the Bottom of My Broken Heart».
Мини-тур Бритни Спирс Hair Zone Mall Tour состоялся в 1999 году в небольших торговых центрах крупных городов США. Каждое такое выступление длилось 30 минут, вместе с Бритни на сцене находились две танцовщицы. Звукозаписывающий лейбл Спирс Jive Records назвал этот тур рекламой вышедшего незадолго до него альбома …Baby One More Time. Этот тур также известен как L’Oreal Mall Tour, так как его спонсировала косметическая фирма L’Oréal.
28 июня 1999 года Бритни отправилась в своё первое североамериканское турне …Baby One More Time Tour, включавшее 80 концертов и закончившееся 20 апреля 2000 года. Бритни исполняла все песни из альбома вживую, а также демонстрировала свои хореографические способности. Постановка шоу и костюмы были разработаны самой Спирс. Спонсорами тура выступили Got Milk? и Polaroid. Турне получило множество положительных отзывов от критиков. 5 июня 2000 года вышел DVD с концертом Бритни в рамках тура, который был продан в количестве 300 000 копий, что позволило ему получить от Американской ассоциации звукозаписывающих компаний статус трижды платинового. Тур был настолько успешен, что получил расширение под названием Crazy 2K Tour, где немного была изменена техническая постановка и костюмы для шоу.
Спирс впервые появилась на обложке журнала Rolling Stone в апреле 1999 года. Фотосессия, которую устроил Дэвид Лашапель, получила неоднозначные отзывы. На обложке певица предстала полуголая, из-за чего позднее начались разговоры о том, что у 17-летней Спирс силиконовые имплантаты. Позже, когда Спирс заявила о том, что хочет остаться девственницей до свадьбы, поднялись вопросы о её детских травмах и отношениях с Джастином Тимберлейком.
В мае 2000 года вышла вторая пластинка Бритни Спирс Oops!… I Did It Again. Альбом дебютировал на 1-м месте в США, с продажами 1,3 миллионов копий в первую неделю, что явилось абсолютным рекордом, который долгое время никто не мог побить. Альбом был продан тиражом более 20 миллионов копий по всему миру. Также альбом был номинирован на премию «Грэмми» в категории «Лучший поп-альбом».

### 2001—2003:BritneyиIn the Zone

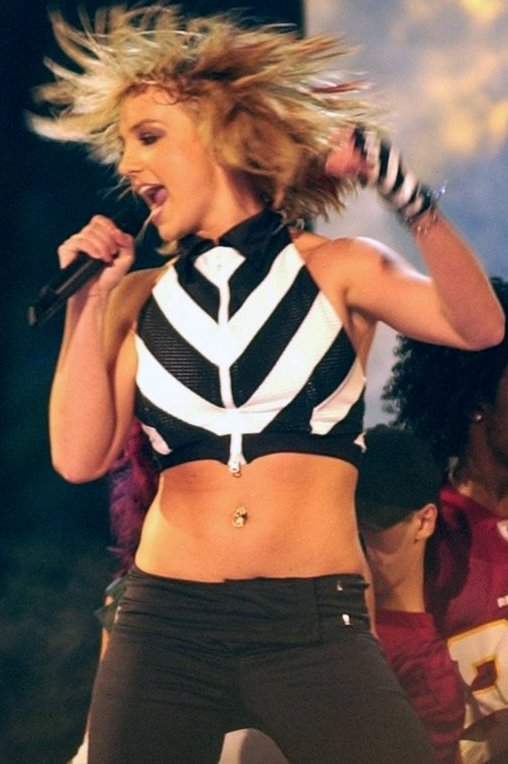
Бритни Спирс исполняет «Me Against the Music» в рамках тура The Onyx Hotel Tour в 2004 году

Успех Спирс сделал её заметной фигурой и в музыкальной индустрии, и в поп-культуре. В начале 2001 года она привлекла внимание «Пепси», эта компания предложила ей многомиллионный контракт, включавший телевизионную рекламу и участие в промоакциях.
В ноябре 2001 года вышел третий альбом Спирс — Britney. Альбом дебютировал на первом месте в США с продажами в 745 744 пластинок за первую неделю, что сделало Бритни первой в истории исполнительницей, чьи первые три альбома стартовали на вершине рейтинга. Сразу же после выхода альбома Спирс отправилась в тур Dream Within a Dream Tour, по окончании которого объявила, что хочет взять 6-месячный перерыв в карьере в связи со смертью бабушки и разводом родителей. В этом же году Спирс рассталась с солистом ’N Sync Джастином Тимберлейком, с которым встречалась 4 года, что активно обсуждалось в прессе.
В июне 2002 года в Нью-Йорке открылся ресторан Спирс «Nyla» с луизианской и итальянской кухней. Однако Спирс вышла из бизнеса в ноябре из-за долгов и решения менеджмента. Официально ресторан закрылся в 2003 году. В том же году вокалист группы Limp Bizkit Фред Дёрст подтвердил свою связь со Спирс. 3 января 2004 года Спирс вышла замуж за Джейсона Александра, друга детства, в Лас-Вегасе. Брак был аннулирован спустя 55 часов, а Спирс заявила, что «не полностью отдавала себе отчёт в серьёзности происходившего».
Бритни вернулась на сцену в августе 2003 года. В ноябре 2003 года вышел четвёртый студийный альбом Спирс In the Zone. Бритни участвовала в написании восьми из тринадцати композиций, а также выступила в качестве продюсера альбома. In the Zone дебютировал на первом месте в США, что сделало Бритни первой в истории исполнительницей, чьи первые четыре альбома стартовали на вершине рейтинга. Самый успешный сингл альбома — «Toxic» — принёс Бритни первую для неё награду «Грэмми» в категории «Лучшая танцевальная композиция».

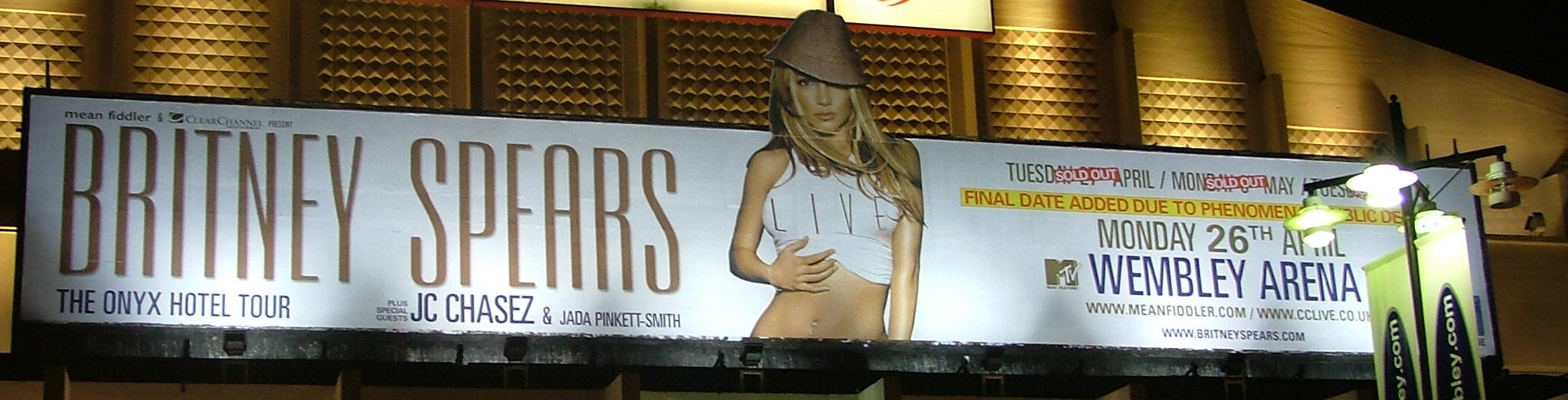
The Onyx Hotel Wembley

Через несколько месяцев Бритни поехала в свой третий тур, The Onyx Hotel Tour. Впоследствии тур был отменён после того, как Бритни повредила колено на съёмках клипа «Outrageous». В то же время Спирс начала увлекаться Каббалой под влиянием дружбы с Мадонной, однако в 2006 году публично отреклась от Каббалы, заявив на своём веб-сайте: «Я больше не изучаю Каббалу, мой ребёнок — вот моя религия».

### 2007—2008:Blackout

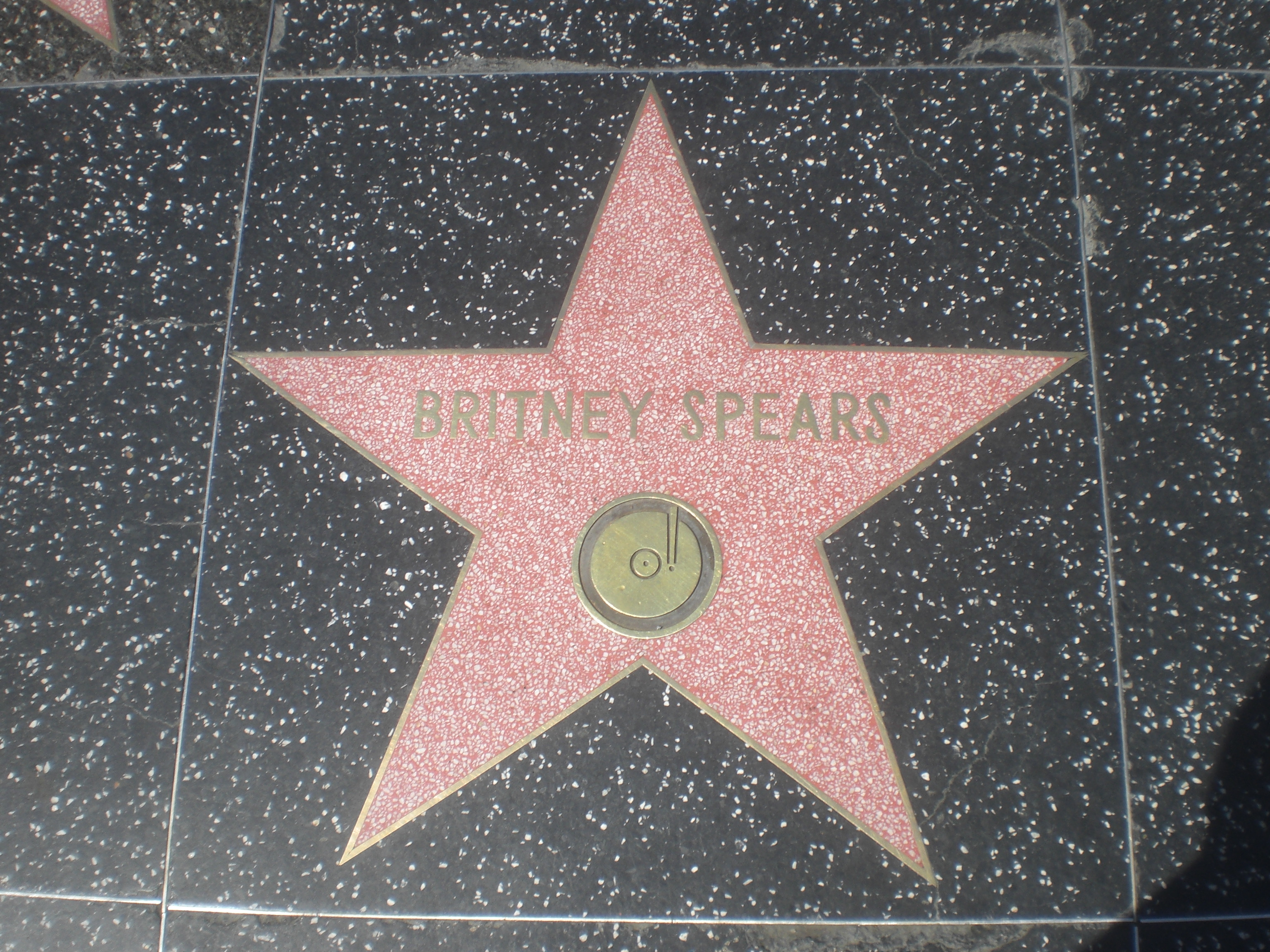
Звезда Бритни Спирс

В начале 2007 года после двухлетнего перерыва Спирс приступила к записи нового сольного альбома, продюсерами которого выступили Danja, Шон Гарретт и Джонатан Ротэм.
21 января 2007 года тётя Спирс, которая была очень близка ей, умерла от рака. 16 февраля Спирс легла в реабилитационный центр в Антигуа, но не пробыла там и суток. На следующую ночь она отправилась в парикмахерскую в Тарзане, Калифорния и побрилась наголо. 20 февраля она под давлением родственников обратилась в реабилитационный центр Promises в Малибу (Калифорния), в котором пробыла до 20 марта.
В мае 2007 года Спирс в составе коллектива The M and M’s дала 6 концертов в рамках тура House of Blues в Лос-Анджелесе, Сан-Диего, Анахайме, Лас-Вегасе, Орландо и Майами. Каждый концерт длился около 15 минут и включал 5 старых хитов певицы.
Всю первую половину 2007 года Спирс вела себя на публике скандально. Многие люди из окружения Спирс были вызваны в суд для дачи показания о её материнских способностях. В частности, бывший охранник певицы Тони Барретто сообщил, что уже после лечебного курса в клинике Promises Спирс принимала наркотики и показывалась голой в присутствии детей, а также не уделяла должного внимания их безопасности.
30 августа 2007 года на волнах нью-йоркской радиостанции Z100 состоялась премьера песни «Gimme More», первого сингла из нового альбома Бритни. Сингл вышел на iTunes 24 сентября и на CD 29 октября 2007 года. 9 сентября певица исполнила «Gimme More» на церемонии вручения наград MTV Video Music Awards. Выступление оказалось неудачным; Спирс выглядела непрофессионально — не всегда попадала в фонограмму и в танце отставала от группы хореографической поддержки. Несмотря на это, в начале октября 2007 года сингл «Gimme More» достиг 3-го места в чарте Billboard Hot 100, став таким образом одним из самых успешных синглов Спирс.

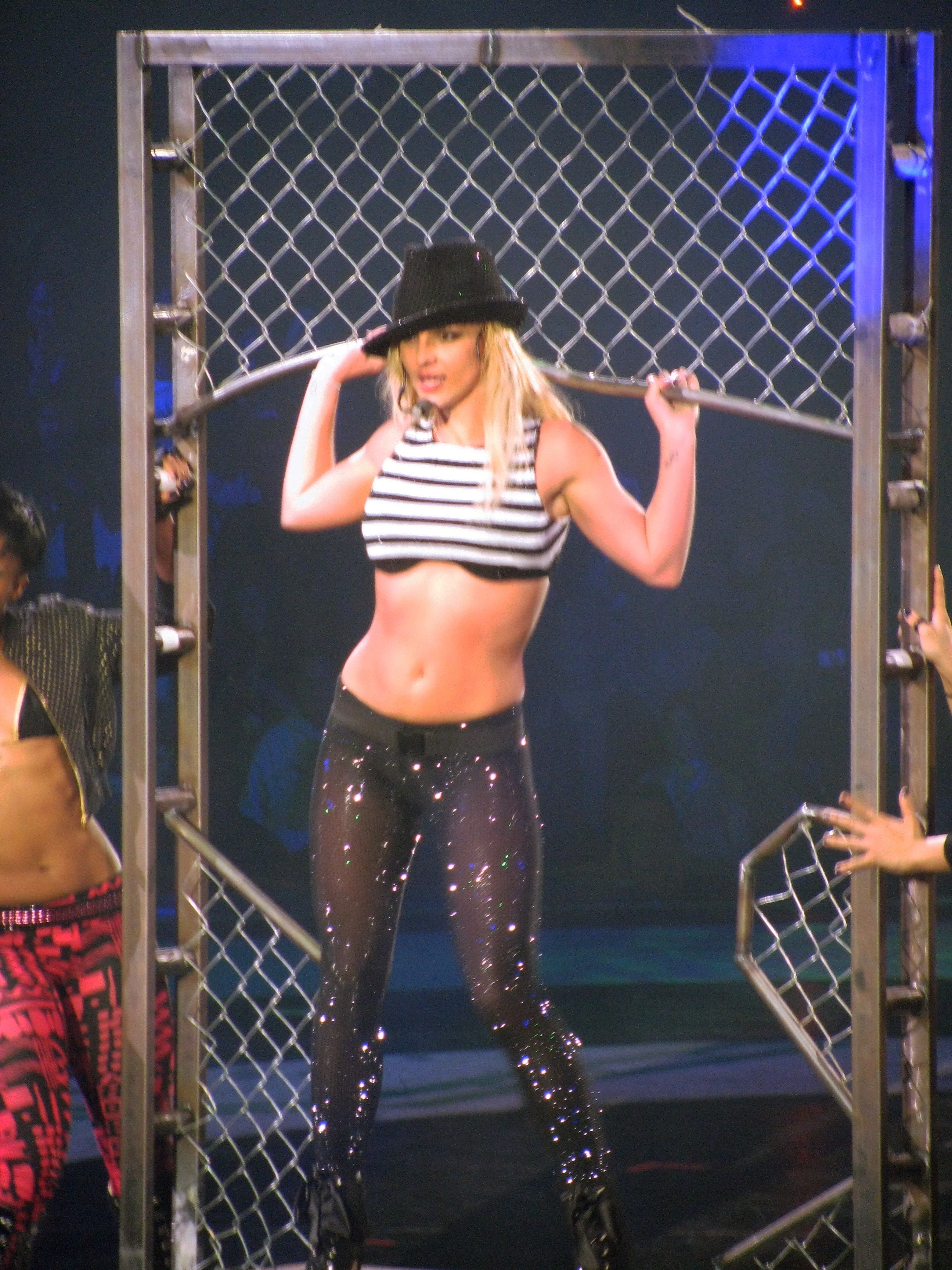
Бритни Спирс во время исполнения «Toxic» в рамках тура The Circus Starring Britney Spears в 2009 году

30 октября 2007 года вышел пятый студийный альбом Бритни, получивший название Blackout (с англ. Затмение, потеря сознания). Несмотря на положительные отзывы со стороны как критиков, так и публики, альбом был признан худшим в карьере певицы по продажам. Blackout не смог покорить Billboard 200, добравшись только до второй позиции. Кроме того, тираж пластинки в Америке достиг только 800 000 экземпляров, в то время как предыдущие пластинки Спирс были проданы многомиллионными тиражами. В августе 2008 года RIAA присвоила альбому статус платинового. По всему миру альбом Blackout был продан в количестве 3,6 млн копий.

### 2008—2010:Circus

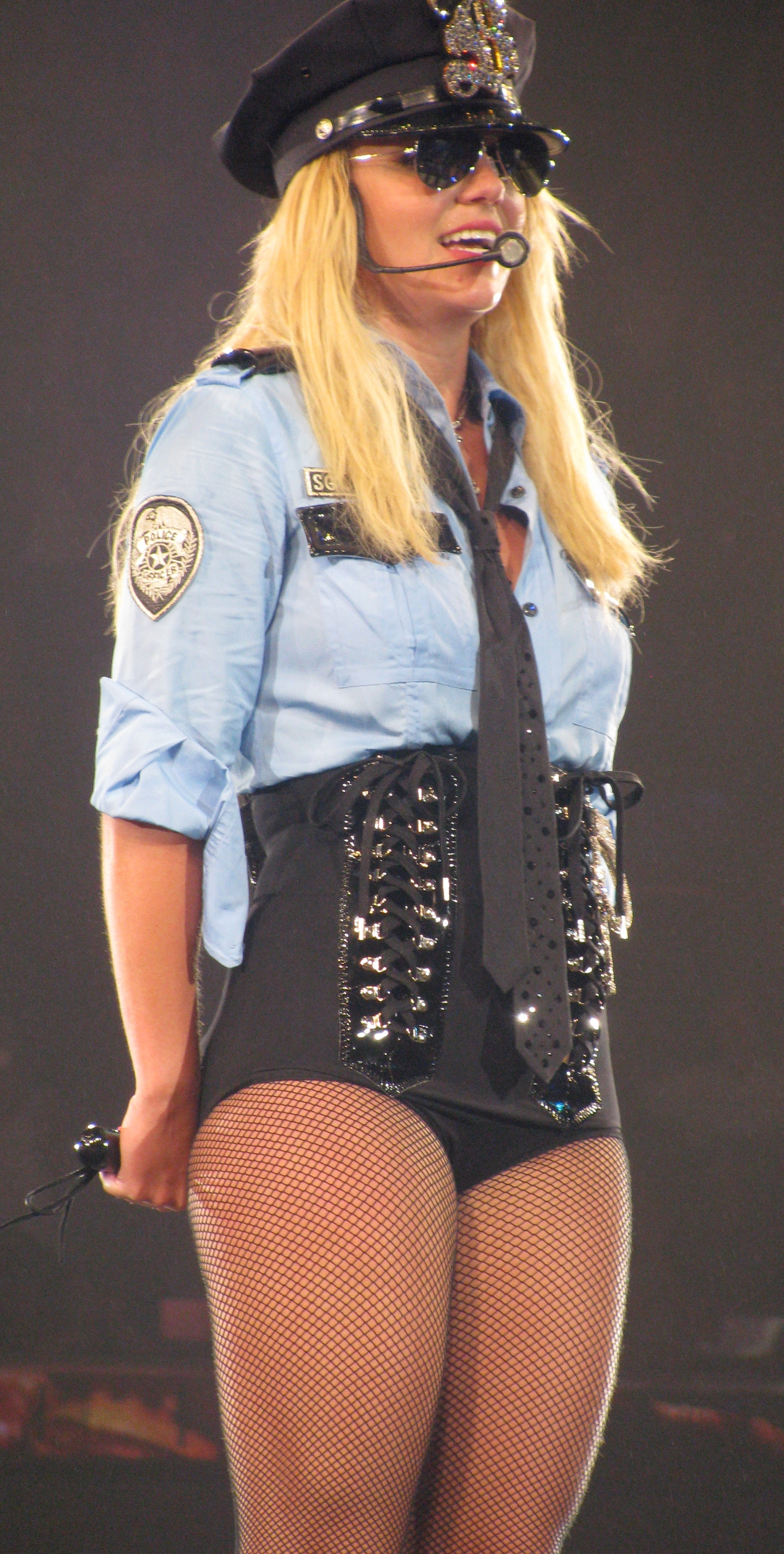
Певица исполняет свой хит «Womanizer», The Circus Starring Britney Spears.

В середине июля 2008 года Спирс снялась в видеоролике для тура Мадонны Sticky & Sweet, а в начале августа — в проморолике для MTV Video Music Awards 2008. Спирс впервые стала обладательницей наград MTV Video Music Awards лишь в 2008 году, несмотря на постоянные номинации. Сингл Спирс «Piece of Me» победил в трёх категориях — лучшее поп-видео, лучшее женское видео и лучшее видео года.
15 сентября 2008 года рекорд-лейбл Jive объявил, что новый студийный альбом Спирс Circus поступит в продажу 2 декабря, в день рождения певицы. Альбом стартовал с первой строки Billboard 200 с продажами 505 тысяч копий за первую неделю. Первым синглом стала композиция «Womanizer», премьера которой на радио состоялась 26 сентября. 30 ноября на канале MTV состоялась премьера 90-минутного документального фильма For the Record, посвящённого работе Спирс над альбомом.
Над новым турне работал самый известный звёздный дизайнер Уильям Бейкер. По словам его менеджера, стилист остался доволен работой с Бритни. За турне он заработал очень внушительную сумму. На своей странице в микроблоге Twitter стилист опубликовал свои мысли во время мирового тура с Бритни Спирс.
Во время австралийской части турне разразился огромный скандал по поводу того, что Бритни исполняет 90 % песен под уже записанную фонограмму. После провального концерта в городе Перт (Австралия) на местном телевидении появились кадры с прошедшего шоу, люди уходили с концерта, не дождавшись даже окончания третьей песни. Креативный директор и уже близкий друг Бритни — Уильям Бейкер заявил прессе, что фонограммы не существует и все песни исполняются вживую. Чтобы не быть голословным, он привёл неоспоримые факты, одним из которых было то, что на костюме Бритни крепился передатчик с ушными мониторами, певица просто не могла петь под фонограмму, так как в эти наушники она слышала музыку, которая исполняется музыкантами, которые находились с ней на сцене. Как заявил Уильям, весь этот скандал — просто проделки недоброжелателей. После каждого концерта в Австралии Уильям и Бритни уезжали с арены вместе с телохранителями.
Американский музыкальный журнал Billboard внёс Бритни Спирс в ТОП-5 самых высокооплачиваемых музыкантов 2009 года. Подсчёты велись на основе доходов от концертов и прибыли от продажи альбомов. Бритни заняла 5 место, заработав 38,9 миллиона долларов и уступив U2, Брюсу Спрингстину, Мадонне и AC/DC.

### 2011—2012:Femme FataleиThe X Factor
В марте 2010 года Jive Records подтвердили, что Спирс начала запись своего нового альбома. Макс Мартин и Dr. Luke назначены исполнительными продюсерами. Dr. Luke заявил, что звучание альбома будет более «тяжёлым», «с элементами электро». 2 декабря 2010 года Спирс объявила через её аккаунт в сети Twitter, что альбом будет выпущен в марте 2011 года. Сингл «Hold It Against Me» был выпущен 11 января 2011 года. 6 января 2011 года демоверсия трека просочилась в Интернет. Спирс подтвердила утечку демоверсии сингла в интернет и уточнила, что данная запись является ранней версией песни и, что финальная версия звучит абсолютно по-другому, гораздо лучше. 10 января 2011 года состоялась премьера песни. 4 марта должна была состояться премьера сингла «Till the World Ends», но сингл раньше времени оказался в интернете и за три дня было скуплено с iTunes Store 140 000 копий.
За две недели до официального выхода альбом Femme Fatale был «слит» в мировую паутину, фанаты певицы по всему миру начали атаковать Twitter недовольными выражениями о происшествии с альбомом и сочли это оскорблением и неуважением к певице. Несмотря на появления альбома в сети, фанаты американской поп-дивы остались довольны альбомом; три песни из альбома не утекли в сеть. Менеджер певицы сказал, что не нужно скачивать альбом с посторонних сайтов и разместил все песни у себя на странице в MySpace. Также он пообещал, что если песни будут прослушаны более 50 000 раз, он разместит последние три песни. Альбом занял первое место в США (276 000 копий в первую неделю), Канаде и Австралии и достиг первой десятки практически во всех странах. По состоянию на 9 марта 2012 года, было продано 883 000 копий альбома в США и 2,2 млн во всём мире, альбом сертифицирован RIAA, как платиновый. Альбом получил положительные отзывы критиков, получив оценку 67 на Metacritic, самую высокую оценку со времён Oops!… I Did It Again. Многие критики назвали этот альбом одним из лучших в карьере Бритни.

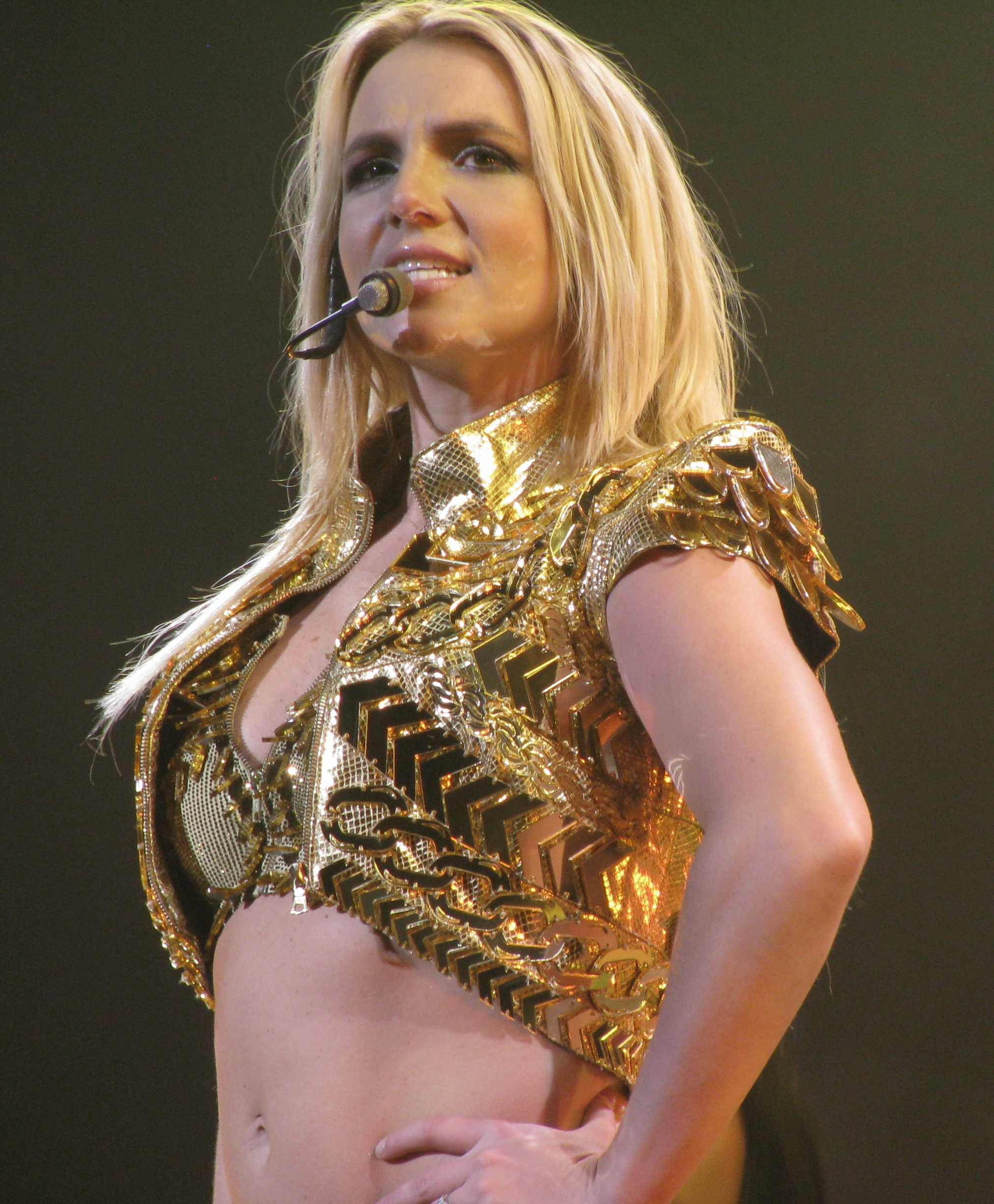
Бритни Спирс на гастролях в Канаде в 2011 году

На премии MTV Video Music Awards 2011 Бритни Спирс получила специальную премию имени Майкла Джексона «Признание поколения». Леди Гага в образе своего альтер эго Джо Кальдероне произнесла речь и вручила певице премию. Также состоялся трибьют в честь Бритни Спирс, показывающий историю синглов и образов певицы на протяжении её карьеры, исполненный профессиональными танцорами. После получения премии Гага пыталась поцеловать Спирс, как её поцеловала Мадонна в 2003 году, но Бритни отказалась от этого, сказав, что уже делала это.
В конце 2011 года Бритни и её бывший агент и нынешний бойфренд Джейсон Трэвик обручились. Трэвик сделал это на приватном ужине, которое было приурочено к его 40-летию. В Твиттере певицы появилась запись: «OMG. Прошлой ночью Джейсон удивил меня подарком, который я ждала. Не могу дождаться, чтобы показать его вам! Я безумно рада!». Этот подарок певица продемонстрировала на дне рождения своего жениха, который прошёл в Лас-Вегасе. Безымянный палец Бритни украшало бриллиантовое кольцо в 3 карата.
Свадьба Бритни Спирс и Джэйсона Трэвика была запланирована на декабрь 2012 года, но за месяц в прессе стала появляться информация, что торжество откладывается.
В январе 2013 года Спирс и Трэвик разорвали помолвку.
В мае 2012 года Спирс стала судьёй второго сезона американской версии шоу «The X Factor». Получив контракт на 15 миллионов долларов, певица стала самым высокооплачиваемым судьёй среди подобных вокальных конкурсов за всю историю телевидения. Она была наставницей в категории «Подростки», её подопечная Карли Роуз Соненклэр (Carly Rose Sonenclar) прошла в финал шоу и заняла второе место. В начале 2013 года Спирс официально заявила, что не будет участвовать в третьем сезоне шоу.
В ноябре 2012 года Спирс и will.i.am записали совместную песню «Scream & Shout», которая была выпущена, как сингл из альбома Уилла #willpower (2013). Для Бритни эта песня стала шестым синглом, поднявшимся на вершину британского чарта.
В декабре журнал Forbes назвал Бритни Спирс самой высокооплачиваемой певицей в музыкальной индустрии по итогам 2012 года, оценив её состояние в 58 миллионов долларов.

### 2013—2015:Britney Jean
В 2013 году Спирс работала над своим восьмым студийным альбомом под названием Britney Jean. Альбом был выпущен 29 ноября 2013 года на лейбле RCA Records в связи с роспуском Jive Records, с которым Бритни сотрудничала на протяжении всей своей карьеры.
17 апреля 2013 года Спирс объявила, что она записала песню «Ooh La La» в качестве саундтрека к фильму «Смурфики 2», клип на которую вышел 11 июля и стал первым клипом, в котором Бритни снялась вместе с двумя своими сыновьями, который на 17 декабря 2016 года набрал в YouTube 50 млн просмотров.
С весны 2013 года Бритни начала встречаться с адвокатом Дэвидом Лукадо.
Бритни появилась на июньской обложке журнала Shape в Великобритании, в России номер вышел в сентябре. В журнале певица дала интервью о том, как сохранить форму, и представила комплекс упражнений и йоги.
Спирс несколько раз упомянула, что Britney Jean является её самой личной записью на сегодняшний день. will.i.am, ставший исполнительным продюсером восьмой пластинки Бритни Спирс, сказал, что встречался с ней много раз, чтобы обсудить её вдохновение и надежды на новый материал. Певица раскрыла, что одной из тем этого альбома будет её разрыв с бывшим женихом Джейсоном Трэвиком. 25 октября, вместе с открытым письмом к поклонникам, Спирс представила обложку альбома Britney Jean. В письме она описала звучание записи как более личное, чувственное и уязвимое, чем остальная часть её альбомов, но в то же время со штрихами оптимистичного танцевального звучания. Альбом Britney Jean в США и Канаде вышел 3 декабря 2013 года. Первый сингл «Work Bitch» вышел 17 сентября, а 1 октября появился клип на песню, который на 17 декабря 2016 года набрал в YouTube 240 млн просмотров. Вторым синглом стала песня «Perfume», в которую, по признанию самой Бритни, она вложила всю свою душу.

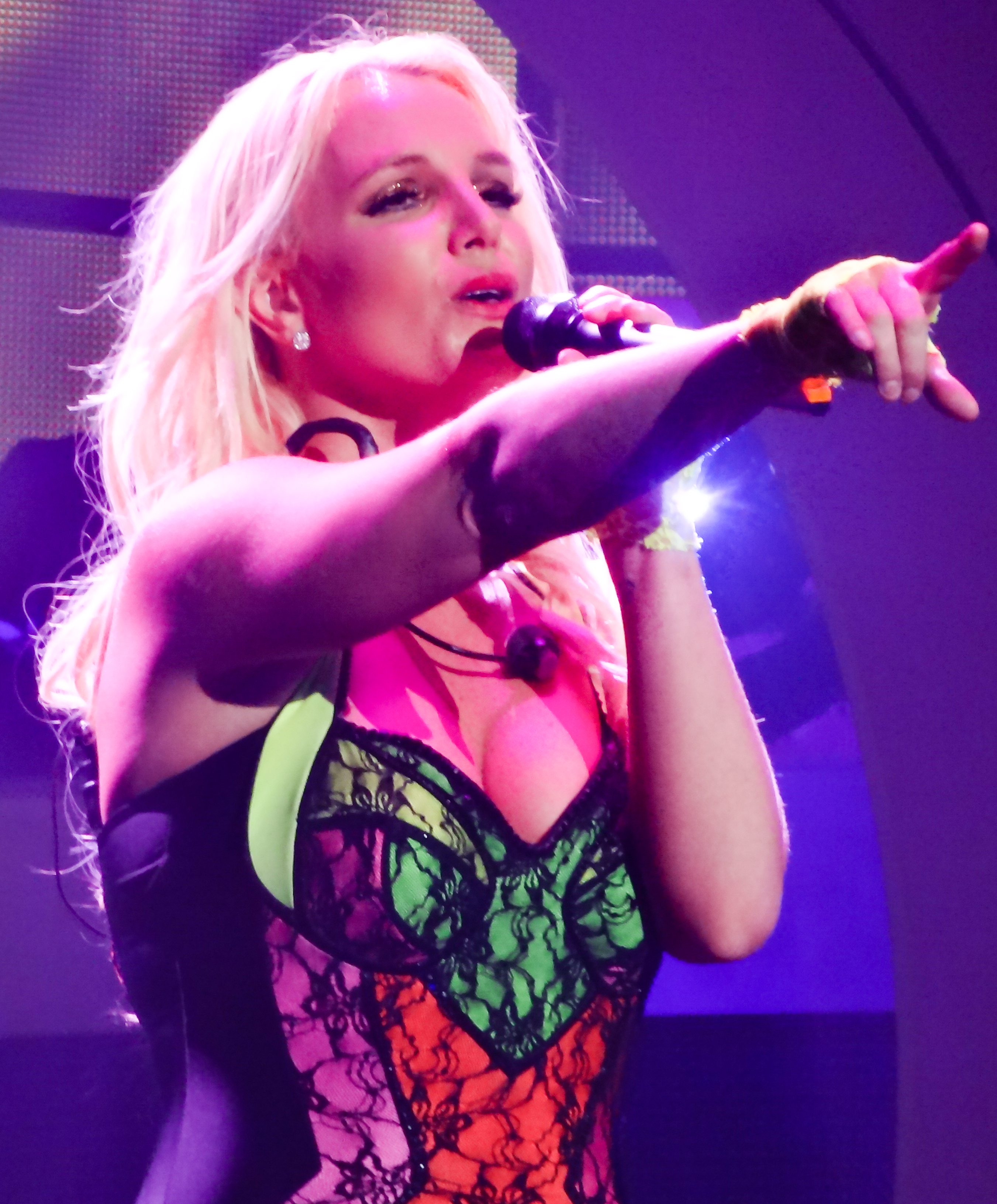
Концерт в рамках шоу Britney: Piece of Me (2014)

На шоу Good Morning America Бритни сообщила, что подписала двухлетний контракт на выступления в казино Planet Hollywood Resort and Casino в Лас-Вегасе под названием Britney: Piece of Me. Первое шоу состоялось 27 декабря 2013 года, а последующие выступления продлятся до 2015 года.
В октябре 2013 года Спирс записала дуэтом с певицей Майли Сайрус песню «SMS (Bangerz)» для её нового альбома Bangerz, который вышел 8 октября. Майли Сайрус сказала в интервью, что считает Бритни «живой легендой» и олицетворением её детства, поэтому она всегда мечтала записать совместный трек с певицей.
8 января 2014 года на 40-й церемонии вручения премии People’s Choice Awards, проходившей в Лос-Анджелесе, певица победила в номинации «любимый поп-исполнитель».
В конце августа 2014 года стало известно, что Бритни Спирс и Дэвид Лукадо расстались якобы из-за измены Дэвида. В ноябре того же года в интервью для Extra TV она официально подтвердила, что встречается с продюсером Чарли Эберсолом.
4 мая 2015 года Спирс представила композицию «Pretty Girls», записанную совместно с Игги Азалией. Премьера сингла состоялась на радио Z100 в Нью-Йорке. Бритни лично посетила радиошоу Элвиса Дюрана.
9 сентября 2015 года во время очередного концерта в рамках шоу Britney: Piece of Me в Лас-Вегасе Спирс со сцены сообщила о продлении выступлений в казино Planet Hollywood Resort and Casino на два года.
9 октября 2015 года Бритни совместно с пионером электронной музыки Джорджо Мородером записывают новую версию композиции «Tom's Diner», вошедшую в сольный альбом Мородера Déjà Vu.
Весной 2016 года Бритни Спирс стала героиней обложки журнала V Magazine (выпуск 100-го номера журнала). По словам главного редактора V Magazine Стивена Гана, сомнений у редакции, кто должен стать героиней юбилейной обложки, не было.
6 июля состоялась премьера песни «Hands», записанной совместно с Селеной Гомес, Дженнифер Лопес и другими артистами лейбла Interscope Records и посвящённой жертвам обстрела гей-клуба в Орландо.

### 2016—2018:Glory

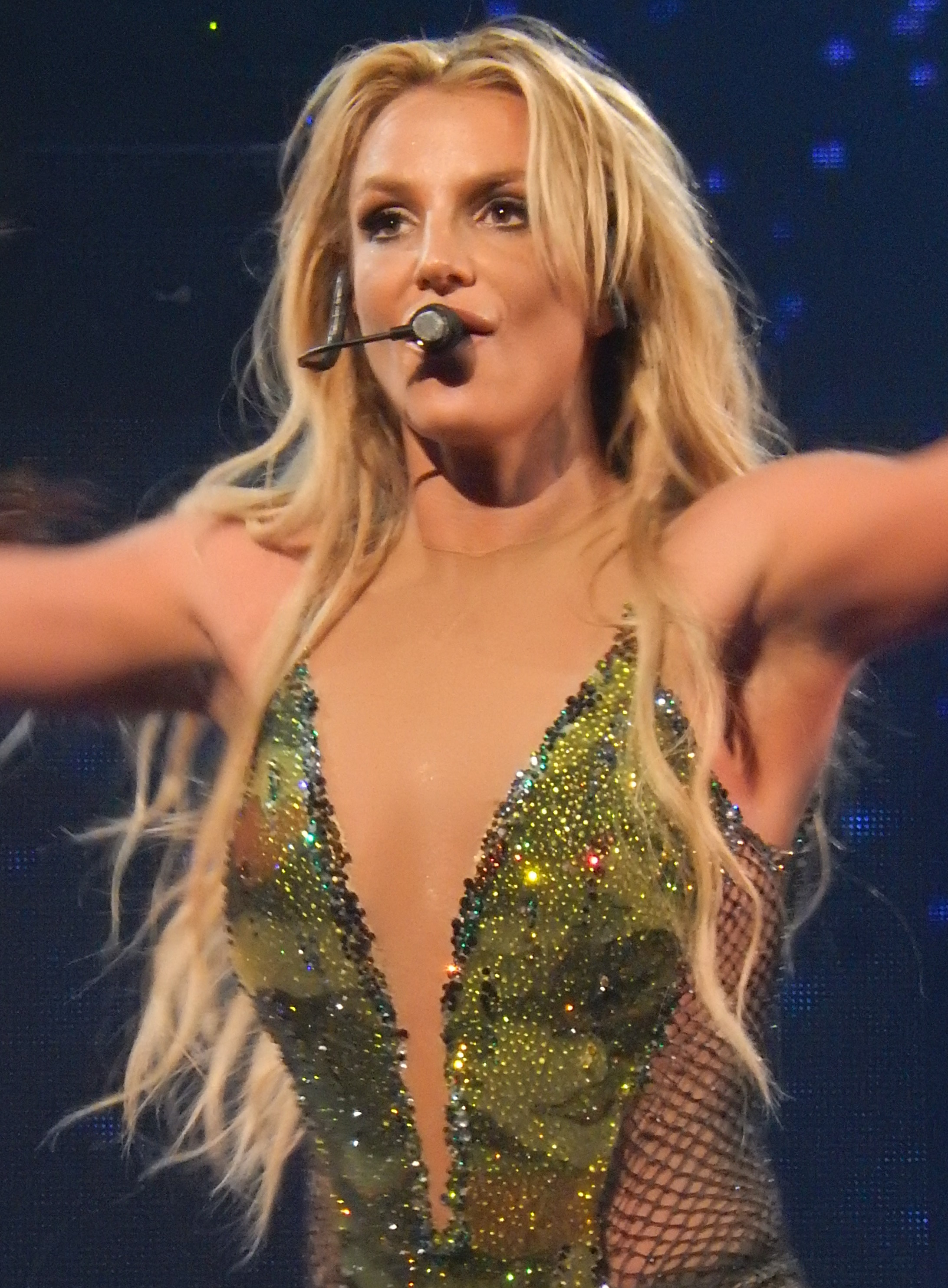
Спирс выступает во время Apple Music Festival в The Roundhouse, Лондон 27 сентября 2016 года.

15 июля состоялась премьера лид-сингла из девятого студийного альбома, записанного совместно с американским рэпером G-Eazy, «Make Me…».
3 августа было объявлено, что новый альбом, получивший название Glory, выйдет 26 августа. 16 августа было объявлено, что Спирс выступит на ежегодной музыкальной премии MTV Video Music Awards, которая состоялась 28 августа. 10 августа состоялась премьера промосингла «Clumsy», а 18 августа состоялась премьера песни «Do You Wanna Come Over?». 21 августа альбом был слит в сеть.
Спирс появилась на обложке журнала Marie Claire UK за октябрь 2016 года. В этой публикации она рассказала, что в прошлом страдала от тревоги и материнство сыграло важную роль в том, чтобы помочь ей преодолеть её. В интервью она сказала:
Моим мальчикам всё равно, если не всё идеально. Они не осуждают меня.
В ноябре 2016 года, во время интервью с блогом Las Vegas, Спирс подтвердила, что уже начала работу над своим следующим альбомом, заявив:
Я ещё не решила каким будет новый альбом.Я просто очень хочу снова работать в студии.
В январе 2017 года Спирс победила во всех четырёх номинациях на 43-й премии People's Choice Awards. В марте 2017 года певица объявила, что её постоянно действующее шоу в Лас-Вегасе будет показано в рамках мирового турне «Britney: Live in Concert». Программа турне включает концерты в Израиле, Японии, на Филиппинах, в Гонконге и на Тайване.
29 апреля 2017 года Спирс стала первым лауреатом премии Icon Award на церемонии вручения премии Radio Disney Music Awards 2017. 4 ноября 2017 года она присутствовала на торжественном открытии Nevada Childhood Cancer Foundation Britney Spears Campus в Лас-Вегасе. Позже в том же месяце Forbes объявил, что Спирс стала 8-й самой высокооплачиваемой певицей, заработав 34 миллиона долларов в 2017 году. 31 декабря 2017 года Спирс исполнила финальное шоу «Britney: Piece of Me». Финальное выступление принесло 1,172 миллиона долларов, установив новый кассовый рекорд для одного шоу в Лас-Вегасе и побив рекорд, ранее принадлежавший Дженнифер Лопес.
В январе 2018 года Спирс выпустила свой 24-й парфюм совместно с Элизабет Арден, под названием Sunset Fantasy, и объявила о туре Piece of Me, который состоялся в июле 2018 года в Северной Америке и Европе. Билеты были распроданы в течение нескольких минут, были установлены дополнительные даты, чтобы удовлетворить спрос. Pitbull выступил в туре вместе со Спирс. Тур занял 86 и 30 места в чарте Top 100 Tours Pollstar как в Северной Америке, так и во всём мире. Тур собрал 54,3 миллиона долларов, количество проданных билетов составило 260,531, он стал шестым самым кассовым туром 2018 года, и вторым самым продаваемым в Соединённом Королевстве. 20 марта 2018 года, Спирс была объявлена партнёром французского модного дома Кензо.
27 апреля 2018 года компания Epic Rights объявила о партнёрстве со Спирс для дебютного выпуска модной коллекции одежды в 2019 году, которая будет включать повседневную одежду, фитнес-одежду, аксессуары и электронику. В июле 2018 года Спирс выпустила свой первый унисекс-аромат Prerogative. 18 октября 2018 года Спирс объявила о своём втором шоу в Лас-Вегасе Britney: Domination, которое должно было стартовать в Park MGM Park Theatre 13 февраля 2019 года. Спирс должна была заработать 507 000 долларов за шоу, что сделало бы её самым высокооплачиваемым артистом на Лас-Вегас-Стрип. 21 октября 2018 года Спирс выступила на Гран-при США в Остине, это выступление заключительным в рамках её тура Piece of me Tour.

### 2019 — 2021: Спор об опекунстве и движение #FreeBritney
4 января 2019 года Спирс объявила о бессрочном перерыве в работе и отмене своего запланированного шоу в Лас-Вегасе после того, как её отец, Джейми Спирс, перенёс разрыв толстой кишки. В марте Эндрю Уоллет перестал быть опекуном её имущества. Спирс поступила в психиатрическое учреждение в том же месяце из-за стресса от болезни отца. В следующем месяце в подкасте под названием Britney’s Gram утверждалось, что Джейми Спирс отменил запланированное шоу из-за отказа Спирс принимать лекарства, что он держал её в учреждении против её воли с января 2019 года после того, как она нарушила правило о запрете вождения, и что её опекунство первоначально должно было закончиться в 2009 году. Это привело к движению за прекращение опекунства над Спирс, получившему название #freebritney. Она получила поддержку от знаменитостей, в том числе Шер, Пэрис Хилтон и Майли Сайрус, а также некоммерческой организации Американский союз защиты гражданских свобод.
После подкаста фанаты Спирс устроили акцию протеста у здания мэрии в Западном Голливуде 22 апреля 2019 года. Спирс заявила, что с ней всё хорошо и два дня спустя покинула заведение. Во время майского слушания судья приказал провести экспертизу опекунства. В сентябре бывший муж Спирс, Кевин Федерлайн, получил запретный судебный приказ против её отца после предполагаемой физической расправы между её отцом и сыном Шоном Престоном. Давний менеджер Спирс, Джоди Монтгомери временно заменила Джейми Спирс в качестве опекуна 10 сентября. В том же месяце слушания привели к тому, что никаких решений по делу не было принято. Интерактивный музей, посвящённый Спирс, открылся в Лос-Анджелесе в феврале 2020 года. В мае временное соглашение было продлено до августа из-за пандемии COVID-19.В том же месяце она выпустила японский эксклюзивный бонус-трек Mood Ring.
В августе 2020 года Джейми Спирс назвал движение #FreeBritney шуткой, а его организаторов теоретиками заговора. 17 августа назначенный судом адвокат Спирс, Сэмюэл Ингхэм III, подал в суд заявление, в котором задокументировал желание Спирс поменять опекунство, новое опекунство должно учитывать её нынешний образ жизни и заявленные желания, установить Монтгомери в качестве её постоянного опекуна и заменить Джейми Спирс квалифицированным и дипломированным лицом в качестве её менеджера по финансовым вопросам. Четыре дня спустя судья продлил установленное опекунство до февраля 2021 года. В следующем месяце Ингхэм подал ходатайство о том, чтобы открыть дело для общественного рассмотрения и оспорить просьбу Джейми Спирс сохранить его в силе.
22 июня 2021 года, незадолго до того, как Спирс должна была выступить в суде, газета The New York Times получила конфиденциальные судебные документы, в которых говорилось, что Спирс годами настаивала на прекращении её опекунства. Спирс выступила в суде 23 июня, назвав опекунство «оскорбительным». Она сказала, что солгала, сказав всему миру, что с ней всё в порядке и она счастлива. На самом деле она была травмирована и зла. Заявление суда получило широкое освещение в средствах массовой информации и вызвало более 1 миллиона сообщений в Twitter, более 500 000 сообщений с использованием тега #FreeBritney и более 150 000 сообщений с новым хэштегом, ссылающимся на выступление в суде, #BritneySpeaks.
На слушании 14 июля 2021 года суд удовлетворил просьбу Спирс нанять адвоката Мэтью Розенгарта. Розенгарт сообщил суду, что он будет работать над прекращением опекунства. Позже в тот же день Спирс впервые публично поддержала движение #FreeBritney, используя хештег в подписи к посту в Instagram. Она сказала, что почувствовала себя счастливой после того, как получила представительство, имея в виду решение судьи Пенни разрешить ей самой выбирать адвоката.
26 июля 2021 года Розенгарт подал петицию с просьбой отстранить Джейми от должности хранителя имущества Спирс и заменить его Джейсоном Рубином. 12 августа Джейми согласился уйти с поста хранителя. 7 сентября 2021 года Джейми подал петицию о прекращении опекунства. 12 сентября Спирс объявила о своей помолвке со своим давним бойфрендом Сэмом Асгари через пост в Instagram. 29 сентября судья Пенни временно отстранила Джейми от должности хранителя имущества Спирс, а бухгалтер Джон Забел заменил его на временной основе. 12 ноября судья Пенни прекратила опекунство над Спирс.

### 2022 — настоящее время: Третий брак, мемуары «Женщина во мне» и уход из певческой карьеры
21 февраля 2022 года Бритни подписала контракт на 15 миллионов долларов на написание и издание книги мемуаров. 11 апреля того же года Бритни объявила, что ожидает третьего ребёнка. В мае 2022 года певица и её жених Сэм Асгари сообщили через соцсети о выкидыше. 9 июня 2022 года Бритни Спирс и Сэм Асгари официально заключили брак.
26 августа 2022 года состоялся релиз совместной композиции с Элтоном Джоном «Hold Me Closer», являющейся ремейком хита Джона «Tiny Dancer». Это был первый трек, выпущенный Спирс с момента отмены опекунства. «Hold Me Closer» дебютировал с шестого места в чарте Billboard Hot 100, став четырнадцатым треком в топ-10 для певицы и её самой высокой песне в чарте со времён «Scream & Shout» в 2012 году.
В августе 2023 года стало известно, что певица разводится с Сэмом Асгари. 1 мая 2024 года они достигли соглашения о разводе.  На следующий день судья подписал соглашение, и пара будет разведена со 2 декабря 2024 года. В сентябре 2023 года была инициирована дополнительная проверка благосостояния, когда Спирс опубликовала в Instagram видео, на котором она танцует с ножами. Её служба безопасности заверила прибывшего офицера, что непосредственной угрозы ее безопасности нет, и офицер удалился. Спирс также пояснила, что ножи были ненастоящими.
В феврале 2022 года Спирс подписала контракт на 15 миллионов долларов на издание мемуаров, что стало одной из крупнейших книжных сделок всех времён. Мемуары «Женщина во мне» были выпущены 24 октября 2023 года. В них подробно описывается её рост к славе, события в СМИ, её консервация и вновь обретенная свобода. В США книга была продана тиражом 1,1 миллиона экземпляров, а во всем мире за первую неделю после выхода было продано 2,4 миллиона экземпляров.
В январе 2024 года появились сообщения о том, что Charli XCX и Джулию Майклз попросили написать песни для Спирс, а Rolling Stone сообщил, что «менеджмент и A&R пытаются увлечь её музыкой». Спирс опровергла эти сообщения, заявив, что никогда не вернётся в музыкальную индустрию. Однако она также заявила, что за последние два года написала более 20 песен для других исполнителей. В мае 2024 года Charli XCX подтвердила в интервью, что её действительно попросили написать для Спирс песню, для чего она отправилась в Малибу, но она не в курсе, участвовала ли Спирс в проекте, объяснив, что "команда присутствовала… Но она не стала ничего записывать. Очевидно, что она этого не делала.

## Другая деятельность

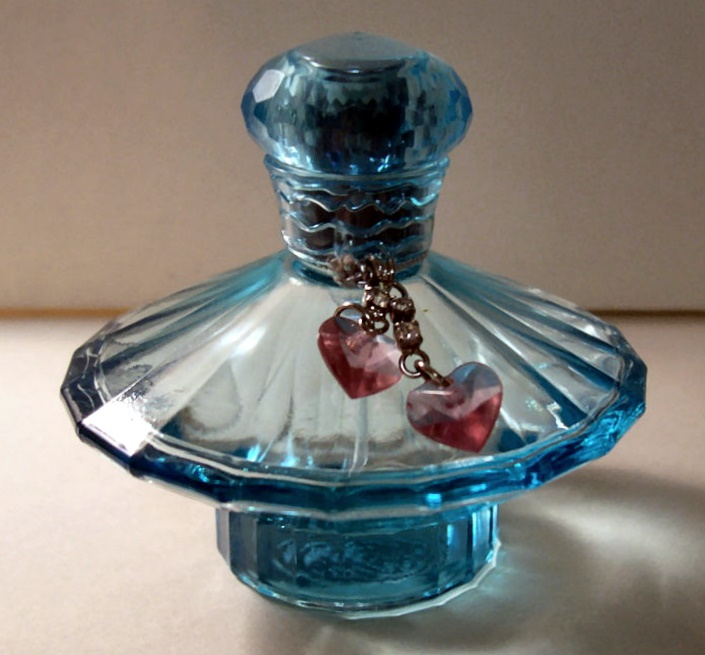
Духи Бритни Спирс Curious

В 2000 году Спирс выпустила лимитированную серию солнцезащитных очков под названием Shades of Britney. В 2001 году она подписала контракт с обувной компанией Skechers, а также заключила рекламную сделку на 7-8 миллионов долларов с Pepsi. Помимо этого, она также снялась в рекламе Pepsi 2004 года на тему «Гладиаторы» с Бейонсе, Пинк и Энрике Иглесиасом.19 июня 2002 года она выпустила свою первую видеоигру Britney’s Dance Beat, которая получила положительные отзывы. В марте 2009 года Спирс была объявлена новым лицом бренда одежды Candie’s.
В 2010 году Спирс разработала лимитированную линейку для бренда, которая была выпущена в магазинах в июле 2010 года. В 2011 году она объединилась с Sony, Make Up For Ever и PlentyofFish, чтобы выпустить своё музыкальное видео на песню Hold It Against Me, в итоге она заработала на нём 500 000 долларов. Спирс также объединилась с Hasbro в 2012 году, чтобы выпустить эксклюзивную версию Twister Dance, которая включает ремикс на песню Till the World Ends. Она также снялась рекламном ролике для продвижения игры. Спирс также была показана в рекламе «Twister Rave», игра включала в себя ремикс на песню Circus. В марте 2018 года Спирс стала лицом Kenzo.
Ассортимент коммерческих предложений и продуктов Спирс также включает в себя косметические средства и парфюмерию. В 2004 году она выпустила свои первые духи Curious совместно с Элизабет Арден. К 2009 году Спирс выпустила ещё семь духов, включая Fantasy. В 2010 году она выпустила свой восьмой аромат, Radiance. В марте 2011 года компания Brand Sense подала иск против Спирс и Элизабет Арден, требуя возмещения ущерба в размере 10 миллионов долларов, утверждая, что она и её отец Джейми перестали выплачивать свои тридцать пять процентов комиссионных, которые были согласованы в рамках условий контракта. В июле 2011 года судья Лос-Анджелеса отклонил просьбу адвокатов компании, заявив, что Спирс всё ещё находится под опекой. Компания, однако, заявила, что будет обжаловать это решение. В 2011 году Radiance был переиздан как новый парфюм под названием Cosmic Radiance. Во всём мире Спирс продала более миллиона флаконов за первые пять лет, а валовая выручка составила 1,5 миллиарда долларов. В 2016 году Спирс связалась с Glu Mobile, чтобы создать свою собственную ролевую игру Britney Spears: American Dream. Приложение официально запущено в мае 2016 года и совместимо с iOS и Android. 17 июня 2016 года Спирс объявила о выпуске своего двадцатого аромата Private Show. По состоянию на январь 2018 года Спирс выпустила 24 аромата с Элизабет Арден.
В феврале 2022 года интернет-издание PageSix сообщило о том, что после продолжительной борьбы издательство Simon & Schuster заключило контракт на мемуары поп-звезды на сумму до 15 млн долл. США. 24 октября 2023 года вышли посвящённые 1990—2000-х годам мемуары певицы «Женщина во мне», аудиокнигу озвучила пятикратная номинантка на «Оскар» Мишель Уильямс (прочитавшая краткое предисловие певица в предисловии призналась, что в ходе процесса записи не смогла бы совладать с эмоциями). В рамках продвижения книги певица предоставила журналу People краткие отрывки и цитаты по электронной почте, а также рекламировала книгу среди своих подписчиков в социальных сетях. На 275 страницах «Женщины во мне» певица вспоминает детство в городке Кентвуд, годы в «Клубе Микки Мауса» и работу над дебютным альбомом. Самым резонансным эпизодом стали её отношения с Джастином Тимберлейком, на которого она возложила ответственность за сделанный аборт. За первую неделю продажи книги с учётом аудиокниги составили 1,1 млн долл., что ставило её в один ряд с одними из самых продаваемых мемуаров знаменитостей за последние годы (мемуары принца Гарри и Мэри Трамп были проданы тиражом в 1,6 и 1,4 млн штук).

## Дискография

### Студийные альбомы
- …Baby One More Time (1999)
- Oops!… I Did It Again (2000)
- Britney (2001)
- In the Zone (2003)
- Blackout (2007)
- Circus (2008)
- Femme Fatale (2011)
- Britney Jean (2013)
- Glory (2016)[173]

## Туры
Мировые туры
- …Baby One More Time Tour (1999—2000)
- Oops!… I Did It Again Tour (2000—2001)
- Dream Within a Dream Tour (2001—2002)
- The Onyx Hotel Tour (2004)
- The Circus Starring Britney Spears (2009)
- Femme Fatale Tour (2011)

Промо/мини туры
- The Mall Tour (Opening for ’N Sync) (1998—1999)
- Crazy 2K Tour (2000)
- Britney: Live In Concert (2017)
- Britney: Piece Of Me [Exlusive Limited Tour 2018]

Шоу-резиденции
- The M+M’s Tour (2007)
- Britney: Piece of Me (2013—2017)
- Britney: Domination (2019) *шоу отменено

## Фильмография
| Год       |   | Русское название           | Оригинальное название       | Роль                              |
| --------- | - | -------------------------- | --------------------------- | --------------------------------- |
| 1993—1994 | с | Клуб Микки Мауса           | The Mickey Mouse Club       | различные роли                    |
| 1999      | с | Известный Джет Джексон     | The Famous Jett Jackson     | в роли самой себя                 |
| 1999      | с | Сабрина — маленькая ведьма | Sabrina, the Teenage Witch  | в роли самой себя                 |
| 1999      | с | Кенан и Кел                | Kenan & Kel                 | в роли самой себя                 |
| 2000      | ф | Воля случая                | Longshot                    | стюардесса                        |
| 2002      | ф | Остин Пауэрс: Голдмембер   | Austin Powers in Goldmember | в роли самой себя                 |
| 2002      | ф | Перекрёстки                | Crossroads                  | Люси Вагнер                       |
| 2003      | ф | Поли Шор мёртв             | Pauly Shore Is Dead         | в роли самой себя                 |
| 2006      | с | Уилл и Грейс               | Will & Grace                | Эмбер Луиз                        |
| 2008      | с | Как я встретил вашу маму   | How I Met Your Mother       | Эбби                              |
| 2010      | ф | Чудаки 3D                  | Jackass 3D                  | в роли самой себя (сцены удалены) |
| 2010      | с | Хор                        | Glee                        | в роли самой себя                 |
| 2014      | с | Девственница               | Jane the Virgin             | В роли самой себя                 |

## Награды и номинации

### История наград «Грэмми»
| Год  | Номинированная работа   | Награда                                 | Результат |
| ---- | ----------------------- | --------------------------------------- | --------- |
| 2000 | —                       | Лучший новый артист                     | Номинация |
| 2000 | «…Baby One More Time»   | Лучшее женское вокальное поп-исполнение | Номинация |
| 2001 | «Oops!… I Did It Again» | Лучшее женское вокальное поп-исполнение | Номинация |
| 2001 | Oops!… I Did It Again   | Лучший вокальный поп-альбом             | Номинация |
| 2003 | «Overprotected»         | Лучшее женское вокальное поп-исполнение | Номинация |
| 2003 | Britney                 | Лучший вокальный поп-альбом             | Номинация |
| 2005 | «Toxic»                 | Лучшая танцевальная запись              | Победа    |
| 2009 | «Womanizer»             | Лучшая танцевальная запись              | Номинация |